# Irving Ramsey Wiles

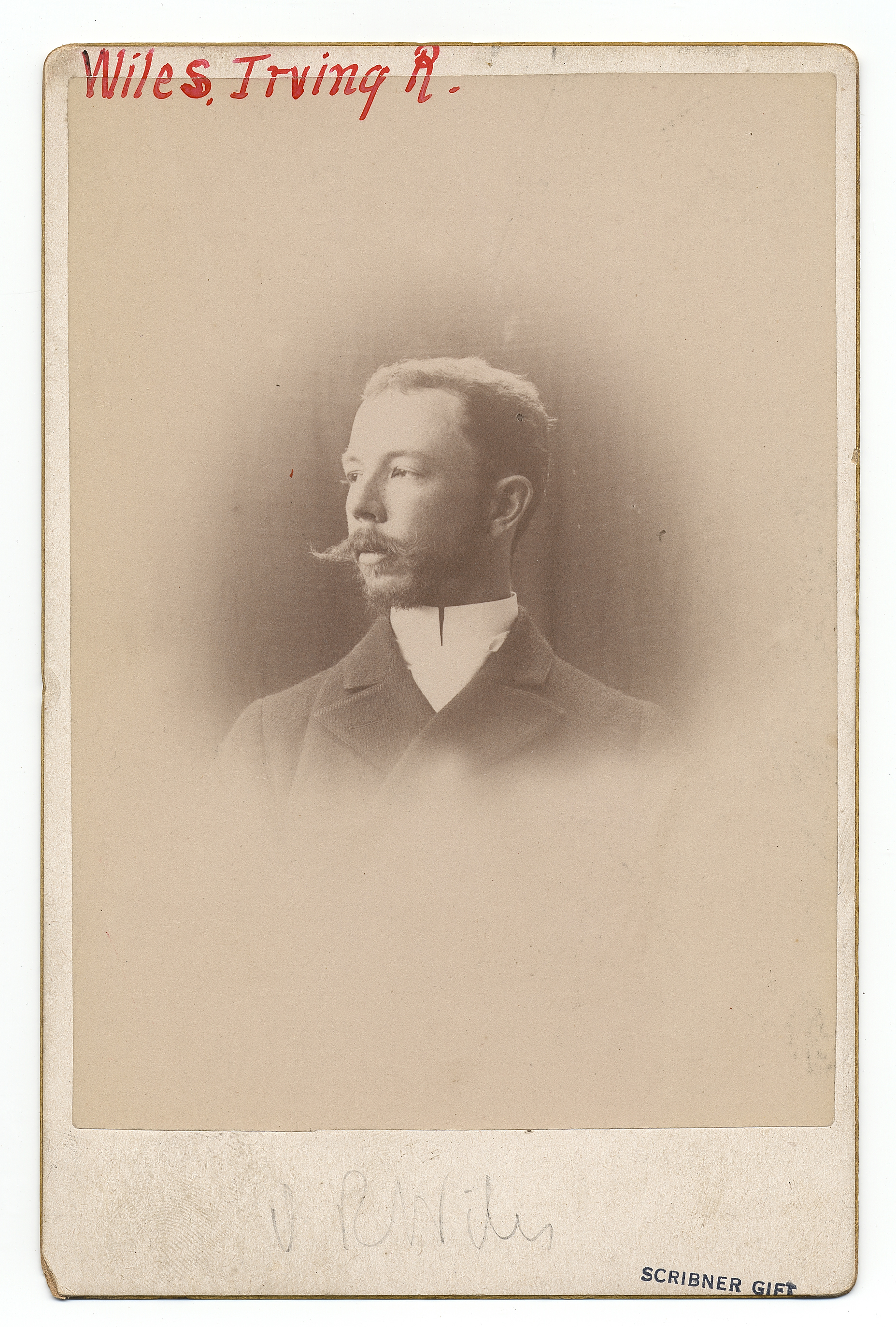
Irving Ramsay Wiles (1890)

Irving Ramsey Wiles (* 8. April 1861 in Utica, New York; † 29. Juli 1948 in Peconic, New York) war ein amerikanischer Maler und Illustrator, der vor allem als Porträtist der gehobenen Gesellschaft bekannt ist und dem Stil des „Grand Manner“ zugeordnet wird.

## Leben
Irving R. Wiles wurde 1861 in Utica, New York, geboren. Seine erste künstlerische Ausbildung erhielt er von seinem Vater Lemuel Maynard Wiles, der als Landschaftsmaler und Kunstlehrer tätig war. Von 1879 bis 1881 studierte er an der Art Students League of New York, unter anderem bei James Carroll Beckwith und William Merritt Chase. 1882 zog er nach Paris, um sein Studium an der Académie Julian fortzusetzen. Später war er Schüler von Carolus-Duran, dem Lehrer von John Singer Sargent.

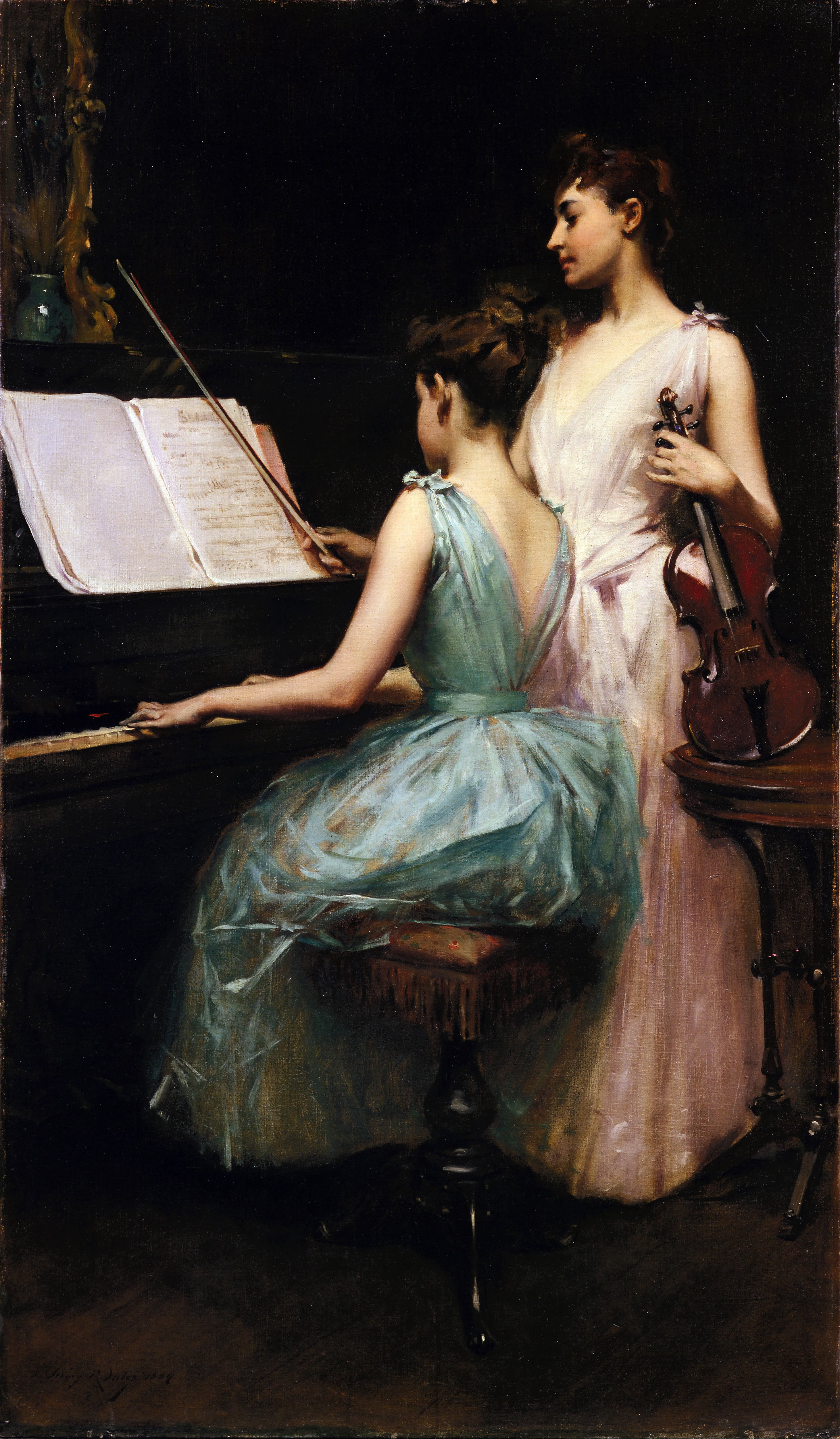
Irving Ramsay Wiles: The Sonata (1889). Fine Arts Museums of San Francisco

1884 kehrte Irving R. Wiles nach New York zurück und begann seine Laufbahn als Illustrator für Magazine wie Harper’s, Scribner’s und Century. Ab Mitte der 1890er Jahre widmete er sich ausschließlich der Porträtmalerei und erlangte den Ruf eines gefragten Künstlers der amerikanischen Elite. 1886 wurde er Mitglied der Society of American Artists und 1897 in die National Academy of Design als Associate gewählt. Seine internationale Anerkennung erfuhr einen Schub, als sein Porträt der Schauspielerin Julia Marlowe im Jahr 1902 in der National Academy ausgestellt wurde.
Im Laufe seiner Karriere porträtierte Irving R. Wiles bedeutende Persönlichkeiten wie Theodore Roosevelt und William Jennings Bryan und erhielt 1915 eine Goldmedaille auf der Panama-Pacific-Exposition. Gegen Ende seines Lebens widmete er sich vermehrt Landschafts- und Seestücken in Plein-Air-Technik auf Long Island, insbesondere in der Nähe seines Wohnorts Peconic. Er verstarb am 29. Juli 1948 in Peconic, ohne ein nennenswertes Vermögen hinterlassen zu haben.

## Werk

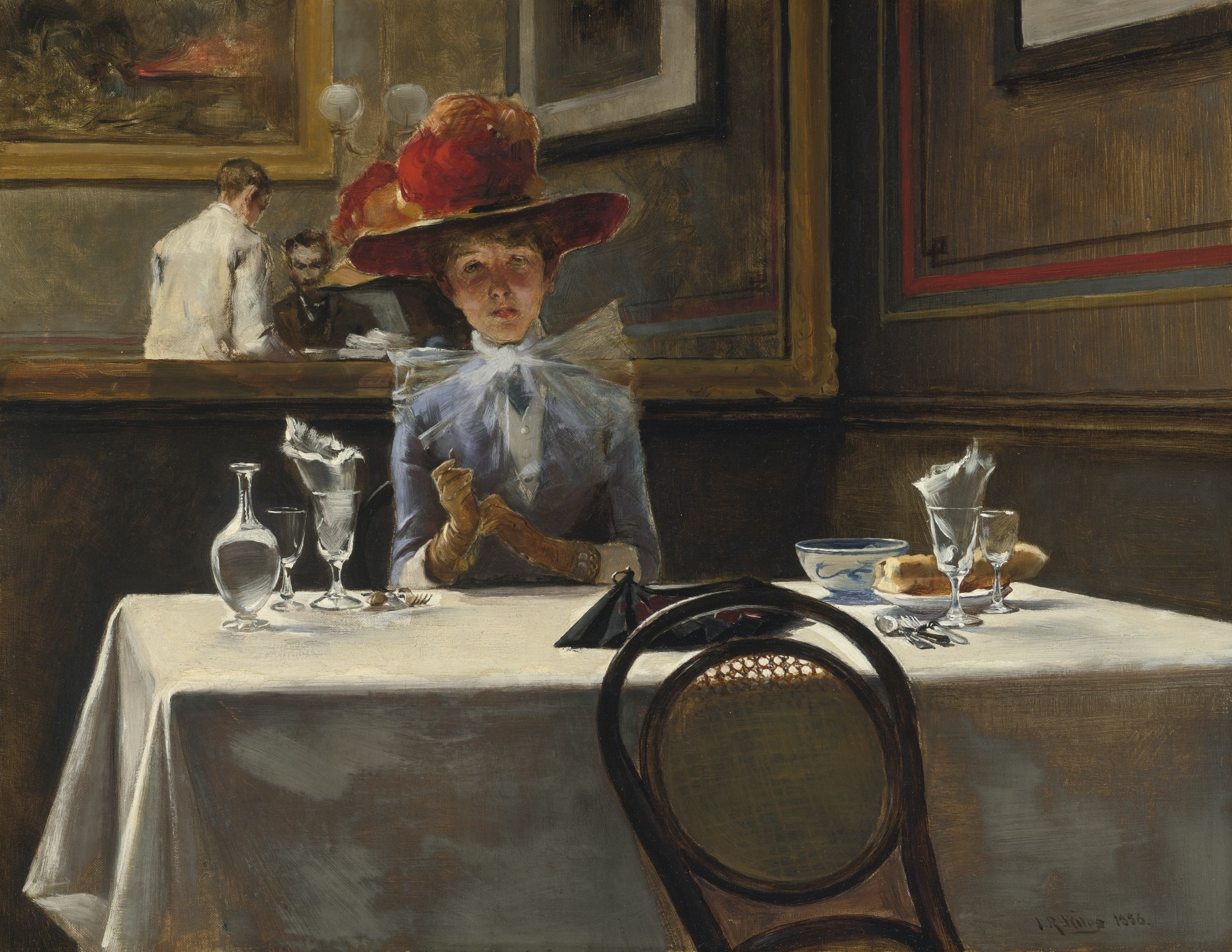
Irving R. Wiles: The Corner Table

Irving R. Wiles war ein bedeutender Vertreter der amerikanischen „Grand Manner“-Porträtkunst zu Beginn des 20. Jahrhunderts. Er wurde durch John Singer Sargent, Giovanni Boldini und James Whistler beeinflusst. Sein Stil zeichnet sich durch einen eleganten, virtuosen Pinselstrich, eine flüssige Farbgebung und die Darstellung einer idealisierten, gradlinigen Haltung aus. Er vermied überflüssige Details, um das Wesentliche darzustellen. Neben Porträts schuf er auch Figurenstudien, Landschaften und Seestücke. Seine letzten Werke entstanden in Plein-Air-Technik auf Long Island und zeigen den Einfluss von William Merritt Chase. Irving R. Wiles’ Werke befinden sich in bedeutenden öffentlichen und privaten Sammlungen, darunter im Metropolitan Museum of Art, in der National Gallery of Art in Washington, D.C., im Smithsonian American Art Museum, im de Young Museum, in der Pennsylvania Academy of the Fine Arts und in weiteren Institutionen.